# Finska marka
Finska marka, ISO 4217: FIM je bila službeno sredstvo plaćanja u Finskoj. Označavala se simbolom mk,  a dijelila se na 100 penija.
Finska marka je uvedena 1860. godine, a zamijenjena je eurom 2002. u omjeru 1 euro = 5,94573 maraka.
U optjecaju su bile kovanice od 1, 5, 10, 20 i 50 penija, te od 1, 5 i 10 maraka, i novčanice od 10, 20, 50, 100, 500 i 1000 maraka.